# Gun Gauthier
Marie Gun Evelyn Gauthier, född 3 augusti 1941 i Karlstad, är en svensk målare. Hon var gift med konstnären Hans Norman.
Gauthier studerade vid Gerlesborgsskolan i Bohuslän 1985-1987. Separat har hon ställt ut i Kil, Forshaga, på Galleri Gripen och på Konstfrämjandet. Hon har medverkat i samlingsutställningar på Liljevalchs konsthall, Värmlands konstförenings höstsalong, på Mälargalleriet i Stockholm och Galleri Fryksta station. 
Hon har tilldelats Värmlands konstförenings resestipendium 1998 och Thor Fagerkviststipendiet 2009
Bland hennes offentliga arbeten märks medverkan i Ditt Värmland del III utgiven av Länsstyrelsen i Värmland, som visades som en vandringsutställning 1990-1991.
Gauthier är representerad vid Landstinget i Värmland samt i ett flertal Värmländska kommuner.